# Данилки
Дани́лки — село в Україні, у Немирівській міській громаді Вінницького району Вінницької області, за 3 км від станції Сажки. Населення становить 35 осіб.

## Історія
12 червня 2020 року, відповідно до Розпорядження Кабінету Міністрів України  № 707-р «Про визначення адміністративних центрів та затвердження територій територіальних громад Вінницької області», увійшло до складу Немирівської міської громади.
19 липня 2020 року, в результаті адміністративно-територіальної реформи та ліквідації Немирівського району, село увійшло до складу Вінницького району.

## Географія
Селом протікає річка Гірчини, права притока Пилипчихи.